# Брезе (Нови Винодолски)
Брезе (хрв. Breze) су насељено место у саставу града Нови Винодолски, Приморско-горанска жупанија, Хрватска.

## Историја
До територијалне реорганизације у Хрватској биле су у саставу старе општине Цриквеница.

## Становништво
У попису становништва из 2011. године, Брезе су имале 4 становника.
| Број становника према пописима | Број становника према пописима | Број становника према пописима | Број становника према пописима | Број становника према пописима | Број становника према пописима | Број становника према пописима | Број становника према пописима | Број становника према пописима | Број становника према пописима | Број становника према пописима | Број становника према пописима | Број становника према пописима | Број становника према пописима | Број становника према пописима | Број становника према пописима |
| ------------------------------ | ------------------------------ | ------------------------------ | ------------------------------ | ------------------------------ | ------------------------------ | ------------------------------ | ------------------------------ | ------------------------------ | ------------------------------ | ------------------------------ | ------------------------------ | ------------------------------ | ------------------------------ | ------------------------------ | ------------------------------ |
| 1857                           | 1869                           | 1880                           | 1890                           | 1900                           | 1910                           | 1921                           | 1931                           | 1948                           | 1953                           | 1961                           | 1971                           | 1981                           | 1991                           | 2001                           | 2011                           |
| 0                              | 0                              | 6                              | 228                            | 272                            | 288                            | 306                            | 312                            | 238                            | 337                            | 426                            | 62                             | 10                             | 6                              | 5                              | 4                              |

Напомена: Исказује се од 1880, и то склопу насеља до 1948, а као насеље од 1953. Године 1857. и 1869. подаци су садржани у насељу Леденице, као и део података из 1880.